# Хашим Джалілуль Алам Акамаддін
Хашим Джалілуль Алам Акамаддін — 26-й султан Брунею. Правив країною з травня 1885 до травня 1906 року. Султан Хашим був сином Омара Алі Сайфуддіна II. До сходження на престол був одним з чотирьох візирів Брунею. Виконував обов'язки регента за часів малолітства султана Абдула Моміна.

## Правління
Після сходження на престол султан Хашим успадкував набагато менший султанат, ніж був за часів правління його батька. Він стикнувся з проблемами, що походили з боку Британської Північно-Борнейської Компанії, яка жадала ще більше земель Брунею. Тому, незважаючи на аманат, укладений його попередником, султан Хашим був змушений поступитись містом Пунанг-Терусан.

## Угода про покровительство1888року та захоплення Лімбангу
За часів його правління було укладено дві важливі угоди між Брунеєм та Великою Британією. Угода про захист 1888 року надала Брунею британський протекторат. Однак, ця угода не врятувала Бруней від іноземного втручання, оскільки англійці не зупинили Чарлза Брука від захоплення 1890 року Лімбангу. У 1901 та 1902 роках Брук попрохав султана поступитись Белайтом і Тутонгом, проте Хашим відмовив, заявивши: «Що буде зі мною, моїми вождями та нащадками? Що я залишу їм? Моя країна буде схожа на дерево, що втратило гілки.»

## Початок непрямого британського управління в Брунеї
Султан Хашим усвідомлював, що англійці не надто захищають його державу. Тому він намагався знайти підтримку у султана Туреччини Абдул-Гаміда. Британський уряд, довідавшись про це, вирішив відрядити Малколма Макартура для розв'язання проблем у Брунеї. В результаті діяльності останнього було укладено додаткову угоду. Відповідно до цієї угоди британський резидент мав консультувати султана щодо зовнішніх та внутрішніх справ, за винятком тих, що стосувались ісламу та малайських звичаїв.

## Смерть
1903 року від холери помер старший син та спадкоємець султана Муда Бесар Омар Алі Сайфуддін. Його другий син також помер від епідемії. Через таке нещастя стан здоров'я самого султана різко погіршився.
Султан Хашим помер у травні 1906 року. Його було поховано в королівському мавзолеї в Бандар-Сері-Бегавані, поряд зі своїм батьком, султаном Омаром Алі Сайфуддіном II.